# Didier Digard
Didier Frédéric Digard (Gisors, 12 juli 1986) is een Frans voormalig voetballer die bij voorkeur als defensieve middenvelder speelde. Hij is sinds januari 2023 interim-trainer van OGC Nice.

## Clubcarrière
Digard debuteerde in 2003 als prof bij Le Havre AC, waar hij zijn jeugdopleiding genoot. Op 3 juli 2007 werd hij voor een bedrag van 2,5 miljoen euro getransfereerd naar Paris Saint-Germain. Al na één jaar verliet hij PSG voor het Engelse Middlesbrough. Daar verbleef hij drie seizoenen maar kon hij weinig indruk maken wegens een opeenstapeling van blessures. In januari 2010 werd hij voor zes maanden uitgeleend aan OGC Nice. Hij debuteerde op 16 januari 2010 tegen Montpellier HSC. Na het seizoen werd Digard definitief vastgelegd. Bij Nice groeide hij uit tot aanvoerder. 
Daarna kwam Digard nog uit in Spanje voor Real Betis, die hem in het seizoen 2016/17 uitleende aan CA Osasuna. In 2018 kwam hij nog een half jaar uit voor Lorca FC, waarna hij een punt zette achter zijn loopbaan.

## Trainersloopbaan
In 2019 werd bekend dat hij assistent-trainer werd van het onder-19-elftal van OGC Nice. In 2021 werd hij de hoofdtrainer van de beloften van zijn oude club. In januari 2023 volgde hij als interim-trainer de ontslagen hoofdcoach Lucien Favre op bij OGC Nice.

## Interlandcarrière
Digard debuteerde in 2007 voor Frankrijk -21. In totaal speelde hij vier interlands voor Frankrijk -21.
1 Silva ·
2 Bellerín ·
3 Llorente ·
4 Cardoso ·
5 Bartra ·
6 Natan ·
7 Juanmi ·
8 Roque ·
9 Ávila ·
10 Abde ·
11 Bakambu ·
12 Rodríguez ·
13 Adrián ·
14 Carvalho ·
15 Perraud ·
16 Altimira ·
18 Fornals ·
19 Losada ·
20 Lo Celso ·
21 Roca ·
22 Isco ·
23 Sabaly ·
24 Ruibal ·
25 Vieites ·
38 Diao ·
Coach: Pellegrini